# Kup europskih prvaka u rukometu 1959./60.
Ovo je treće izdanje Kupa europskih prvaka u rukometu. Sudjelovalo je 17 momčadi. Nakon jednog kruga izbacivanja igrale su se četvrtzavršnica, poluzavršnica i završnica. Hrvatska nije imala svog predstavnika. Završnica se igrala u Parizu ().

## Turnir

### Poluzavršnica
- Frisch Auf Goppingen -  Dinamo Bukurešt 10:8
- AGF Aarhus -  USC Pariz 20:10

### Završnica
- Frisch Auf Goppingen -  AGF Aarhus 18:13

- europski prvak:  Frisch Auf Goppingen (prvi naslov)